# 장안동 백자 가마터
장안동 백자 가마터(壯安洞 白磁 窯址)는 대전광역시 서구 장안동에 있는 조선시대의 백자 가마터이다. 2001년 6월 27일 대전광역시의 기념물 제40호로 지정되었다.

## 개요
장태산휴양림 입구에 소재한 백자가마터로 전체적인 상태는 완벽하지 않으나, 아궁이로부터 굴뚝부까지 구조를 파악할 수 있다. 전체 형태는 부채살을 펼친 모습으로 아래보다 위쪽의 소성실(燒成室)이 더 넓은 구조이다. 소성실 중간에는 불꽃조절과 천장을 받치기 위한 시설로 칸막이를 설치하였고, 칸막이에는 8∼9개의 불창살이 촘촘히 박혀 있다.
초벌없이 한번에 유약을 발라 포개구이법으로 소성한 생산품은 백자대접과 접시·종지 등 전형적인 생활용기가 중심을 이룬다. 일부 굽을 별도 제작하여 부착한 예가 확인되고, 초화문(草花文) 등의 철화(鐵畵) 제품도 생산되었다.
조선시대 백자는 관요(官窯) 중심의 생산체제와 지방백자라는 두 개의 큰 줄기로 제작양상이 전개되는데, 임진왜란 이후 생산체제가 와해되면서 질적 향상보다 대량 생산에 관심이 집중되어 지방에서 소규모 가마가 많이 운영되었다. 장안동백자가마도 질적 향상보다 대량생산에 초점을 맞춘 가마로 보이며, 당시 대전 서남부일대의 수요층을 겨냥한 지방백자의 전형이다. 장안동가마의 구조와 유물에서 유사한 성격을 보이는 예는 전남 승주군 송광면 후곡리 백자가마로 알려져 있으며, 현재까지 대전·충남지역에서 확인된 17세기 가마터로는 첫 예가 된다.

## 참고 자료
- 장안동백자가마터 - 국가유산청 국가유산포털